# Der Kobold (Polka)
Der Kobold ist eine Polka-Mazur von Johann Strauss Sohn (op. 226). Das Werk wurde am 13. August 1859 in Pawlowsk in Russland erstmals aufgeführt.

## Einzelnachweis
1. ↑  Quelle: Englische Version des Booklets (Seite 91) in der 52 CDs umfassenden Gesamtausgabe der Orchesterwerke von Johann Strauß (Sohn), Hrsg. Naxos (Label). Das Werk ist als siebter Titel auf der 34. CD zu hören.